# 食味官能試験
食味官能試験（しょくみかんのうしけん）は、主に米の食味についての検査を指す言葉である。
日本では現在、この食味官能試験が、各都道府県の農業改良普及センターや農業試験場等で実施されている。日本国内での代表的な官能試験としては、第三者検定機関である日本穀物検定協会がその協会が定めた独自の基準に従って行う試験がある。

## 検査の対象項目
米の食味官能試験は、米の食味に関する相対的な検査である。食味試験は、研究機関や生産者、企業などからの依頼によって行う食味官能試験と理化学分析、公益事業として実施している食味ランキング試験に分類される。
食味官能試験では、パネル20名が基準米と試験対象米を比較評価する方法で行われる。外観・香り・味・粘り・硬さ・総合評価の項目があり、基準米と試験対象米の平均値の差の優位性によって、結果を判定する。
なお、現状ではいずれの検査方法にまだまだ問題があるので、食味を正しく評価するためには両者の検査結果から総合的に判定する手法が主流となってきている。

## 米の食味ランキング
日本穀物検定協会が公表する「米の食味ランキング」は、炊飯した白飯を試食して評価する食味官能試験に基づいて、1971年から毎年全国規模の産地品種について実施するランキングである。食味試験のランクは、複数産地のコシヒカリのブレンド米を基準米とし、これと試験対象産地品種を比較して算出される。基準米とおおむね同等のものを「A’」、基準米よりも特に良好なものを「特A」、良好なものを「A」、やや劣るものを「B」、劣るものを「B’」として評価を行う。この結果は毎年食味ランキングとして発表される。
ただし、このランキングは流通するすべてのお米を評価するものではなく、日本穀物検定協会も「「商品そのものの評価ではありません」などと表示し、消費者に誤解を与えるおそれのないように」と呼びかけている。
食味とは本来、感覚的なものであり、個人差が大きい。それは、検査した人間が実際に試食した際の感覚的な評価に基づくものである。また、検査対象となる食物の保存状態や調製方法などの違いが影響されることがあるため、現状ではまだまだ画一的な評価が困難と考えられている。測定方法の技術向上が望まれる。

## 問題点
食味官能試験は、それを専門とする試験官（パネリスト）がある種の基準に従って行うものである。現在のところ、画一的な基準というものは存在しておらず、検査実施機関がそれぞれ独自に定めているのが実状である。
一般消費者に最も誤解を与えるのは、米穀店やスーパーの店頭に並んで流通している実際の食用米が、この評価と一致していると思わせる可能性にある。そもそも、当の評価試験で使われた米と全く同等のものが店頭で並んでいるなどということを何ら保証しているわけでは無い。食味に影響を及ぼす要素としては、精米方法や精米歩合、含有水分量、収穫時期の登熟度も関係していると考えられる。